# Hugo Houle
Pour les articles homonymes, voir Houle (homonymie).
Hugo Houle, né le 27 septembre 1990 à Sainte-Perpétue (Nicolet-Yamaska) au Québec, est un coureur cycliste canadien.
Double champion du Canada du contre-la-montre en 2015 et 2021, il devient en 2022 le deuxième canadien à remporter une étape du Tour de France.

## Biographie

### Jeunesse et carrière amateur
Hugo Houle pratique le triathlon durant son enfance, à partir de l'âge de neuf ans, avec son frère Pierrick. Il se tourne à 14 ans vers le cyclisme et fait ses débuts au Club Vélocité Drummond, à Drummondville.
En 2008, le jeune québécois est champion du Canada sur route en catégorie juniors. Aux championnats du monde juniors, il est 38e du contre-la-montre et 112e de la course en ligne. En 2009, il est membre de l'équipe Pro Bike Pool Kuota et est champion au critérium et médaillé de bronze au contre-la-montre aux Jeux du Canada. En 2010, il est membre de l'équipe Garneau-Club Chaussures-Ogilvy Renault. Il se classe treizième du championnat du Canada du contre-la-montre et obtient son premier titre de champion des moins de 23 ans dans cette discipline. Avec l'équipe du Canada espoirs, il se classe 32e du contre-la-montre et 93e de la course en ligne aux championnats du monde sur route.

### Carrière professionnelle

#### SpiderTech-C10
Hugo Houle devient cycliste professionnel en 2011 au sein de l'équipe continentale professionnelle canadienne SpiderTech-C10. Il remporte cette année-là les titres de champion du Canada sur route et du contre-la-montre dans la catégorie des moins de 23 ans. Il se classe troisième du Tour de Québec et 26e du championnat du monde du contre-la-montre des moins de 23 ans. 
En 2012, il remporte une étape et le classement général du Tour de Québec. Il se classe également deuxième du Tour de Beauce, seule course canadienne inscrite au calendrier de l'UCI America Tour. En étant troisième du championnat du Canada du contre-la-montre derrière Svein Tuft et Christian Meier, il acquiert son troisième titre consécutif dans la catégorie des moins de 23 ans. Avec l'équipe du Canada espoirs aux championnats du monde sur route, il prend la quatrième place de la course en ligne et la treizième place du contre-la-montre dans cette catégorie, dans le Limbourg néerlandais.

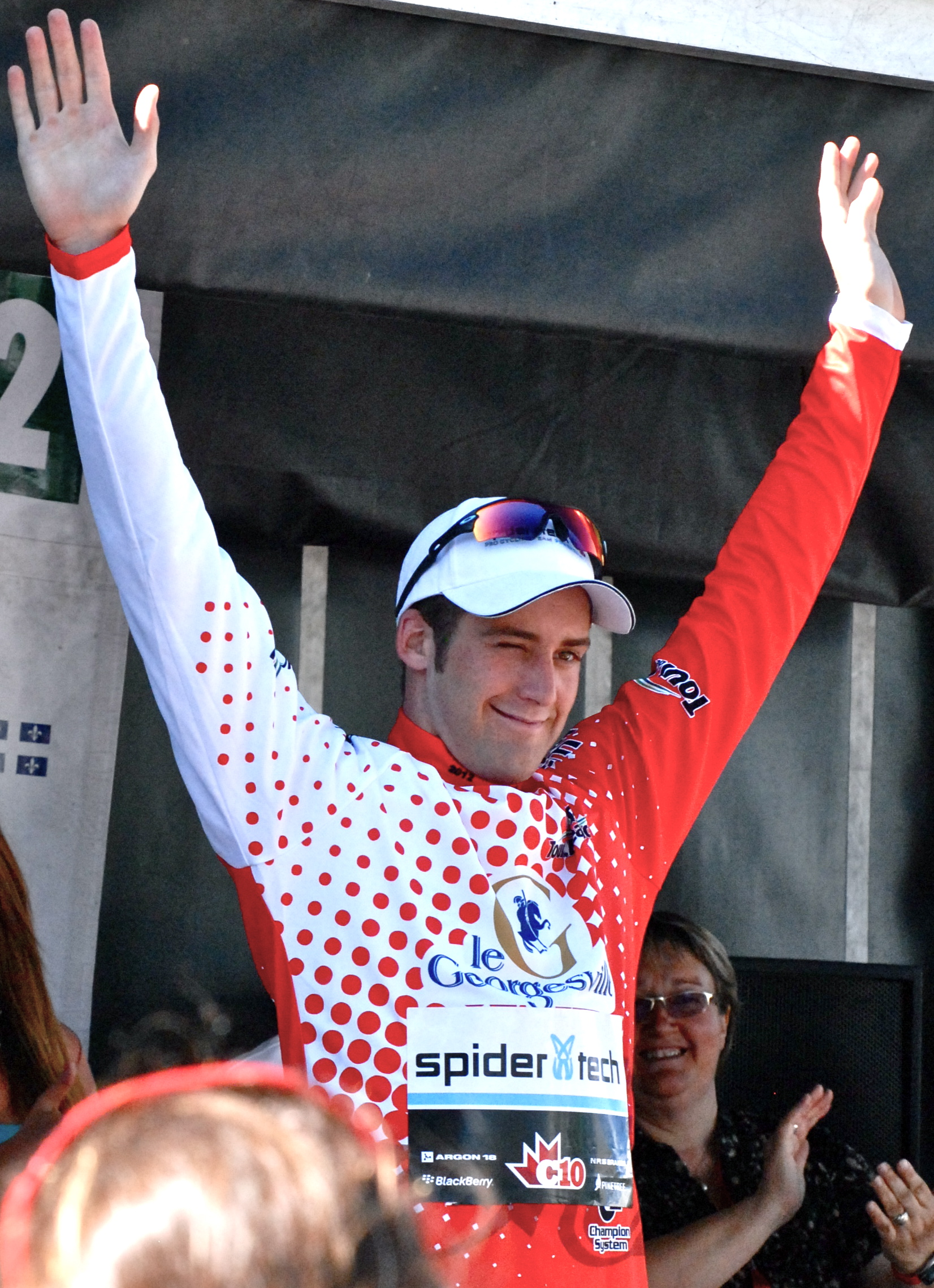
Hugo Houle en 2012.

En fin d'année 2012, l'équipe Spidertech décide de suspendre son activité afin de « concentrer [ses] efforts sur l’acquisition du statut WorldTour de l’UCI » en 2014,,. Hugo Houle et ses coéquipiers doivent donc trouver une nouvelle équipe.

#### AGR La Mondiale
Il est recruté par l'équipe française AG2R La Mondiale, qui évolue dans le World Tour.
Au cours de l'année 2014, Hugo Houle montre qu'il peut être un grand baroudeur ainsi qu'un très bon équipier. Il prend notamment part à de nombreuses échappées lors du Tour de Wallonie, allant jusqu'à être leader provisoire mais sans jamais gagner. Alors qu'il prend un mauvais départ pendant le Tour d'Alberta, Hugo Houle réussit à revenir sur la 2e place du classement des canadiens. Lors du Tour de Vendée en fin d'année, il chasse l'échappée matinale pour faire une bonne place mais finit dans le peloton. Il finit premier de son équipe à Binche à la 18e place pendant Binche-Chimay-Binche. Lors du Grand Prix de Québec, Hugo Houle et Jean-Christophe Péraud aident à replacer leur leader Romain Bardet qui, grâce à leurs aides, prend une bonne 24e place tandis que Hugo Houle arrive 41 secondes après Simon Gerrans et occupe la 45e place.
Hugo Houle commence sa saison 2015 sur le continent américain au Tour de San Luis en Argentine. Lors du contre-la-montre de cette course, il accroche la troisième place, à 5 secondes d’Adriano Malori, un spécialistes de la discipline, et du champion du monde en titre Michal Kwiatkowski. Il part ensuite en Europe, où il prend part au Grand prix La Marseillaise puis à l'étoile de Bessèges. Il commence ensuite sa campagne des classiques pavées. Il finit 21e du Circuit Het Nieuwsblad et premier de son équipe avant de finir 27e de Kuurne-Bruxelles-Kuurne. Il enchaîne ensuite avec les trois jours de Flandres Occidentale où il est onzième. Il participe ensuite à la Classic Loire Atlantique. Il Participe à l'échappée et finit onzième après la victoire de son équipier Alexis Gougeard. Hugo Houle rate son objectif sur Paris-Roubaix à cause d'une méforme[réf. souhaitée]. Il participe ensuite à son premier grand tour, le Tour d'Italie, qu'il finit en 113e position. Il retourne ensuite au Canada afin de disputer les championnats nationaux. Il devient champion du Canada du contre-la-montre et finit dixième du championnat en ligne. 
Ses trois titres de champion du Canada du contre-la-montre des moins de 23 ans font de Hugo Houle un spécialiste de cette discipline. Il décrit ses qualités de cette manière : « Je suis plutôt un puncheur. Je suis assez à l’aise dans les parcours techniques où les bosses font moins de deux kilomètres, comme ceux de Montréal et Québec par exemple. Si je réussis à faire la sélection au sommet, ce qui n’est pas toujours le cas des sprinters, je peux donc avoir des chances en fin de course. »

#### Astana

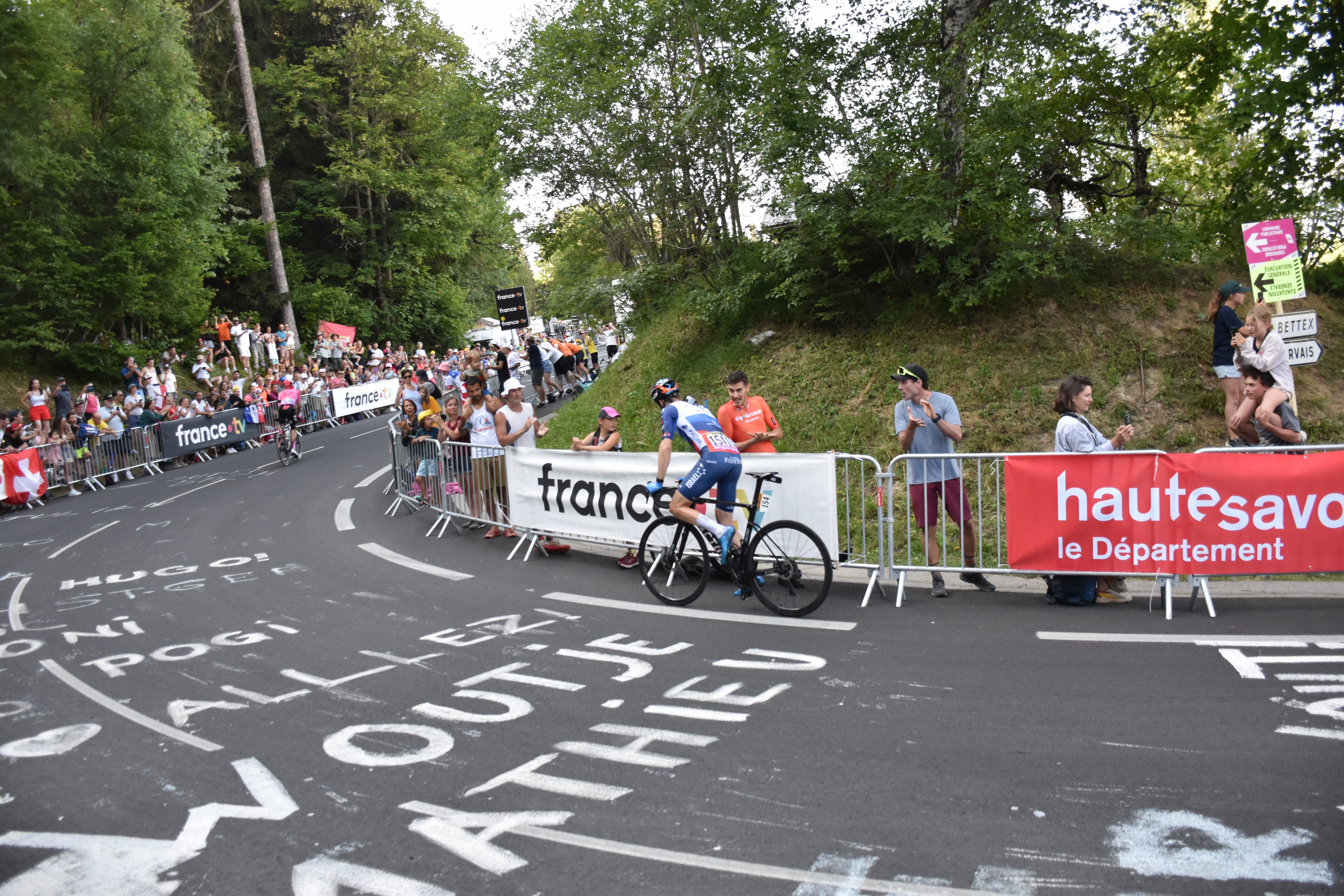
Hugo Houle à la poursuite de Rigoberto Urán -Tour de France 2023- 15e étape.

Le 6 septembre 2017, il annonce son transfert chez l'équipe Astana pour la saison 2018.
En août 2018, il termine quatrième du Tour Poitou-Charentes remporté par Arnaud Démare. En avril 2021, il participe au Tour des Flandres, où il fait partie de l'échappée du jour.

#### Israel-Premier Tech
Le 19 juillet 2022, après une échappée en solitaire de plus de 40 km, il remporte à Foix la 16e étape du Tour de France, c'est sa première victoire sur route chez les professionnels, et la deuxième d'un Canadien sur le Tour de France (tout comme la première pour un cycliste québécois), trente-quatre ans après Steve Bauer. Hugo Houle franchit la ligne en larmes et dédît cette victoire à son frère Pierrik décédé en 2012, un objectif qu'il s'était fixé depuis longtemps : « J'ai attendu dix ans, mais aujourd'hui j'ai eu cette victoire pour lui […]. Je suis très heureux de gagner aussi pour les Canadiens ».

## Palmarès sur route et classements mondiaux

### Palmarès par année
| - 2008 - Champion du Canada sur route juniors - 2e du championnat du Canada du critérium juniors - 2009 - Médaillé d'or du critérium aux Jeux du Canada - Médaillé de bronze du contre-la-montre aux Jeux du Canada - 2010 - Champion du Canada du contre-la-montre espoirs - Classement général de la Killington Stage Race - 2011 - Champion du Canada sur route espoirs - Champion du Canada du contre-la-montre espoirs - 2e de la Killington Stage Race - 3e du Tour de Québec - 2012 - Champion du Canada du contre-la-montre espoirs - Tour de Québec : - Classement général - 3e étape - 2e du Tour de Beauce - 3e du championnat du Canada du contre-la-montre - 3e du championnat du Canada sur route espoirs - 4e du championnat du monde sur route espoirs | - 2014 - 2e du championnat du Canada du contre-la-montre - 2015 - Médaillé d'or du contre-la-montre aux Jeux panaméricains - Champion du Canada du contre-la-montre - 2016 - 2e du Tour de Beauce - 2021 - Champion du Canada du contre-la-montre - 2022 - 16e étape du Tour de France - 2e de l'Arctic Race of Norway - 2023 - 3e de la Maryland Cycling Classic - 2025 - 2e du championnat du Canada sur route |  |

### Résultats sur les grands tours

#### Tour de France
6 participations
- 2019 : 91e
- 2020 : 47e
- 2021 : 66e
- 2022 : 23e, vainqueur de la 16e étape
- 2023 : 38e
- 2024 : 50e

#### Tour d'Italie
3 participations
- 2015 : 113e
- 2016 : 72e
- 2025 : 62e

#### Tour d'Espagne
1 participation
- 2017 : 115e

### Classements mondiaux
| Année                                 | 2010 | 2011 | 2012 | 2013 | 2014 | 2015 | 2016  | 2017 | 2018 | 2019 | 2020 | 2021 | 2022 | 2023 | 2024 |
| ------------------------------------- | ---- | ---- | ---- | ---- | ---- | ---- | ----- | ---- | ---- | ---- | ---- | ---- | ---- | ---- | ---- |
| UCI World Tour                        |      |      |      | nc   | nc   | nc   | nc    | 234e | 194e |      |      |      |      |      |      |
| Classement mondial                    |      |      |      |      |      |      | 593e  | 625e | 344e | 447e | 354e | 352e | 161e | 340e | 697e |
| UCI Europe Tour                       | nc   | nc   | 465e |      |      |      | 1387e | 647e | 359e |      |      |      |      |      |      |
| UCI America Tour                      | 365e | 200e | 59e  |      |      |      | 101e  | nc   | nc   | 43e  | 24e  | 30e  | 16e  | 31e  | nc   |
|                                       |      |      |      |      |      |      |       |      |      |      |      |      |      |      |      |
| Légende : nc = non classéSource : UCI |      |      |      |      |      |      |       |      |      |      |      |      |      |      |      |